# Kirkkosaari (ö i Suomussalmi, Ala-Vuokki)
Kirkkosaari är en liten ö i Ala-Vuokkisjön i Finland. Den ligger i sjön Vuokkijärvi och i kommunen Suomussalmi i Suomussalmi kommun i den ekonomiska regionen  Kehys-Kainuu  och landskapet Kajanaland, i den centrala delen av landet, 600 km norr om huvudstaden Helsingfors. Öns area är 0,7 hektar och dess största längd är 240 meter i öst-västlig riktning.